# 凸優化
凸函数最优化，或叫做凸最优化，凸最小化，是数学最优化的一个子领域，研究定义于凸集中的凸函数最小化的問題。凸最佳化在某種意義上說較一般情形的數學最佳化問題要簡單，譬如在凸最佳化中局部最佳值必定是全局最佳值。凸函數的凸性使得凸分析中的有力工具在最佳化問題中得以應用，如次导数等。
凸最佳化應用於很多學科領域，諸如自動控制系統，信號處理，通訊和網絡，電子電路設計，數據分析和建模，統計學（最佳化設計），以及金融。在近來運算能力提高和最佳化理論發展的背景下，一般的凸最佳化已經接近簡單的線性規劃一樣直捷易行。許多最佳化問題都可以轉化成凸最佳化（凸最小化）問題。

## 定義
令{\displaystyle {\mathcal {X}}\subset \mathbb {R} ^{n}}為一凸集，且{\displaystyle f:{\mathcal {X}}\to \mathbb {R} }為一凸函數。凸最佳化就是要找出一點{\displaystyle x^{\ast }\in {\mathcal {X}}}，使得每一{\displaystyle x\in {\mathcal {X}}}滿足{\displaystyle f(x^{\ast })\leq f(x)}。在最佳化理論中，{\displaystyle {\mathcal {X}}}稱為可行域，{\displaystyle f}稱為目標函數，{\displaystyle x^{\ast }}稱為全局最優值，或全域最佳解。
或者可以表示為下面的標準型：
{\displaystyle {\begin{aligned}&\operatorname {min} &&f(x)\\&\operatorname {subject\;to} &&g_{i}(x)\leq 0,\quad i=1,\dots ,m\end{aligned}}}
其中 
{\displaystyle f,g_{1}\ldots g_{m}:\mathbb {R} ^{n}\rightarrow \mathbb {R} } 
為凸函數。

## 舉例
以下問題都是凸最佳化問題，或可以通過改變變量而轉化為凸最佳化問題：
- 最小二乘
- 線性規劃
- 線性約束的二次規劃
- 半正定规划
- 二阶锥规划

## 方法
凸最佳化（凸最小化）問題可以用以下幾種方法求解：
- 捆集法
- 次梯度法
- 內點法

## 腳註
1. ↑  Hiriart-Urruty, Jean-Baptiste; Lemaréchal, Claude. . 1996: 291  [2013-09-25]. （原始内容存档于2013-09-29）.
2. ↑  Ben-Tal, Aharon; Nemirovskiĭ, Arkadiĭ Semenovich. . 2001: 335–336  [2013-09-25]. （原始内容存档于2013-09-29）.
3. ↑  Boyd/Vandenberghe, p. 7
4. ↑  For methods for convex minimization, see the volumes by Hiriart-Urruty and Lemaréchal (bundle) and the textbooks by Ruszczyński and Boyd and Vandenberghe (interior point).